# Szogahata Hitosi
Szogahata Hitosi (Kasima, 1979. augusztus 2. –) japán válogatott labdarúgó, olimpikon.
A japán válogatott tagjaként részt vett a 2002-es világbajnokságon.

## Statisztika
| Japán válogatott | Japán válogatott | Japán válogatott |
| Időszak          | Mérk.            | gól              |
| ---------------- | ---------------- | ---------------- |
| 2001             | 1                | 0                |
| 2002             | 1                | 0                |
| 2003             | 2                | 0                |
| Összesen         | 4                | 0                |